# Regiunea Kilimanjaro
Kilimanjaro este o regiune a Tanzaniei a cărei capitală este Moshi. Are o populație de 1.503.000 locuitori și o suprafață de 13.000 km2.

## Subdiviziuni
Această regiune este divizată în 6 districte:
- Hai
- Moshi Rural
- Moshi Urban
- Mwanga
- Rombo
- Same